# 몸피아노역
몸피아노 (Mompiano) 역은 이탈리아 북부 브레시아의 브레시아 지하철에 속한 역이다. 보카치아 로와 에우로파 대로의 교차로 남동쪽에 위치해 있다. 몸피아노 역은 한때 녹지대였던 곳의 서쪽을 차지하고 있으며 나머지 동쪽 반은 주차장으로 쓰이고 있다. 역 바로 북쪽에는 마리오 리가몬티 스타디움이 있으며 그 너머로는 베네데토 카스텔리 공원이 자리해 있다.

## 시설
이 역에는 다음과 같은 시설이 있다.
- 매표기

## 환승
- 버스 정류장